# Governo Šmyhal'
Il Governo Šmyhal' (in ucraino Уряд Дениса Шмигаля?, Uriad Denysa Šmyhalia) è stato il ventunesimo governo dell'Ucraina, in carica dal 4 marzo 2020 al 17 luglio 2025 (sebbene già dimissionario dal giorno precedente). 
Esso era sostenuto dal partito Servitore del Popolo (SN), detentore della maggioranza dei seggi nella Verchovna Rada.
Esso è entrato in carica dopo le dimissioni del governo precedente, presieduto da Oleksij Hončaruk.
È stato il quinto governo ucraino ad essere formato dalla rivoluzione ucraina del 2014 ed il primo della storia del paese ad essere divenuto un governo di guerra, a causa dell’invasione russa iniziata il 24 febbraio 2022. 

## Situazione parlamentare
| Camera         | Collocazione | Partiti                                              | Seggi     |
| -------------- | ------------ | ---------------------------------------------------- | --------- |
| Verchovna Rada | Maggioranza  | SN (248) Appoggio esterno: ZM (18), D (17), N-I (14) | 297 / 450 |
| Verchovna Rada | Astensione   | B (24), G (20), N-I (7)                              | 51 / 450  |
| Verchovna Rada | Opposizione  | OPZŽ (44), JES (27)                                  | 71 / 450  |

## Composizione
Il governo era composto da 24 ministri (compreso il Primo ministro)
Nota: Ai sensi della Costituzione dell'Ucraina, il Presidente ha diritto di presentare al Parlamento le sue nomine per le posizioni di “Ministro degli Affari Esteri” e “Ministro della Difesa” (ex Art. 114, § 4), essendo questi ambiti sue prerogative specifiche ad esso conferite (ex Art. 106).
| Primo ministro      | Primo ministro                  | Primo ministro                                                               | Primo ministro   | Primo ministro   | Primo ministro   |
| Membro              | Membro                          | Titolare                                                                     | Simbolo          | Dal              | Al               |
| ------------------- | ------------------------------- | ---------------------------------------------------------------------------- | ---------------- | ---------------- | ---------------- |
|                     | Denys Šmyhal'                   | Primo ministro                                                               |                  | 4 marzo 2020     | 17 luglio 2025   |
| Vice Primi ministri |                                 |                                                                              |                  |                  |                  |
| Membro              | Membro                          | Titolare                                                                     | Simbolo          | Dal              | Al               |
|                     | Oleksij Ljubčenko               | Primo Vice Primo ministro                                                    | —                | 20 maggio 2021   | 3 novembre 2021  |
|                     | Julija Svyrydenko               | Primo Vice Primo ministro                                                    | —                | 4 novembre 2021  | 17 luglio 2025   |
|                     | Vadym Prystajko                 | Vice Primo ministro per l'integrazione europea ed euro-atlantica             | —                | 4 marzo 2020     | 4 giugno 2020    |
|                     | Ol'ha Stefanišyna               | Vice Primo ministro per l'integrazione europea ed euro-atlantica             | —                | 4 giugno 2020    | 17 luglio 2025   |
|                     | Mychajlo Fedorov                | Vice Primo ministro per la trasformazione digitale (istituito)               | —                | 21 marzo 2023    | 17 luglio 2025   |
|                     | Oleksij Reznikov                | Vice Primo ministro per i territori occupati e la reintegrazione (soppresso) | —                | 4 marzo 2020     | 3 novembre 2021  |
|                     | Iryna Vereščuk                  | Vice Primo ministro per i territori occupati e la reintegrazione (soppresso) | —                | 4 novembre 2021  | 5 settembre 2024 |
|                     | Oleh Urus'kyj                   | Vice Primo ministro (soppresso)                                              | —                | 16 luglio 2020   | 3 novembre 2021  |
| Ministri            |                                 |                                                                              |                  |                  |                  |
| Membro              | Membro                          | Titolare                                                                     | Simbolo          | Dal              | Al               |
|                     | Arsen Avakov                    | Ministro degli affari interni                                                |                  | 27 febbraio 2014 | 15 luglio 2021   |
|                     | Denys Monastyrs'kyj             | Ministro degli affari interni                                                | 16 luglio 2021   | 18 gennaio 2023  |                  |
|                     | Ihor Klymenko                   | Ministro degli affari interni                                                | 18 gennaio 2023  | 17 luglio 2025   |                  |
|                     | Dmytro Kuleba                   | Ministro degli affari esteri                                                 |                  | 4 marzo 2020     | 5 settembre 2024 |
|                     | Andrij Sybiha                   | Ministro degli affari esteri                                                 | 5 settembre 2024 | 17 luglio 2025   |                  |
|                     | Ihor Umans'kij                  | Ministro delle finanze                                                       |                  | 4 marzo 2020     | 30 marzo 2020    |
|                     | Serhij Marčenko                 | Ministro delle finanze                                                       | 30 marzo 2020    | 17 luglio 2025   |                  |
|                     | Andrij Taran                    | Ministro della difesa                                                        |                  | 4 marzo 2020     | 3 novembre 2021  |
|                     | Oleksij Reznikov                | Ministro della difesa                                                        | 4 novembre 2021  | 5 settembre 2023 |                  |
|                     | Rustem Umjerov                  | Ministro della difesa                                                        | 6 settembre 2023 | 17 luglio 2025   |                  |
|                     | Maryna Lazebna                  | Ministro delle politiche sociali                                             |                  | 4 marzo 2020     | 19 luglio 2022   |
|                     | Oksana Zholnovych               | Ministro delle politiche sociali                                             | 19 luglio 2022   | 17 luglio 2025   |                  |
|                     | Serhij Bessarab                 | Ministro degli affari dei veterani                                           |                  | 4 marzo 2020     | 16 dicembre 2020 |
|                     | Julija Laputina                 | Ministro degli affari dei veterani                                           | 18 dicembre 2020 | 9 febbraio 2024  |                  |
|                     | Oleksandr Porkhoun              | Ministro degli affari dei veterani                                           | 9 febbraio 2024  | 5 settembre 2024 |                  |
|                     | Nataliya Kalmykova              | Ministro degli affari dei veterani                                           | 5 settembre 2024 | 17 luglio 2025   |                  |
|                     | Denys Maljus'ka                 | Ministro della giustizia                                                     |                  | 4 marzo 2020     | 5 settembre 2024 |
|                     | Olha Stefanishyna               | Ministro della giustizia                                                     | 4 marzo 2020     | 17 luglio 2025   |                  |
|                     | Roman Leščenko                  | Ministro delle politiche agrarie e dell'alimentazione                        |                  | 17 dicembre 2020 | 24 marzo 2022    |
|                     | Mykola Sol's'kij                | Ministro delle politiche agrarie e dell'alimentazione                        | 24 marzo 2022    | 9 maggio 2024    |                  |
|                     | Taras Vysotskyi                 | Ministro delle politiche agrarie e dell'alimentazione                        | 9 maggio 2024    | 5 settembre 2024 |                  |
|                     | Vitaliy Koval'                  | Ministro delle politiche agrarie e dell'alimentazione                        | 5 settembre 2024 | 17 luglio 2025   |                  |
|                     | Jurij Poljuchovyč               | Ministro dell'istruzione e della scienza                                     |                  | 4 marzo 2020     | 25 marzo 2020    |
|                     | Ljubomyra Mandzij               | Ministro dell'istruzione e della scienza                                     | 25 marzo 2020    | 25 giugno 2020   |                  |
|                     | Serhij Škarlet                  | Ministro dell'istruzione e della scienza                                     | 25 giugno 2020   | 20 marzo 2023    |                  |
|                     | Oksen Lisovyi                   | Ministro dell'istruzione e della scienza                                     | 20 marzo 2023    | 17 luglio 2025   |                  |
|                     | Illja Jemec'                    | Ministro della salute                                                        |                  | 4 marzo 2020     | 30 marzo 2020    |
|                     | Maksym Stepanov                 | Ministro della salute                                                        | 30 marzo 2020    | 18 maggio 2021   |                  |
|                     | Viktor Ljaško                   | Ministro della salute                                                        | 20 maggio 2021   | 17 luglio 2025   |                  |
|                     | Vitalij Šubin                   | Ministro dell'energia                                                        |                  | 10 marzo 2020    | 16 aprile 2020   |
|                     | Ol'ha Buslavec'                 | Ministro dell'energia                                                        | 16 aprile 2020   | 20 novembre 2020 |                  |
|                     | Yurii Boyko                     | Ministro dell'energia                                                        | 26 novembre 2020 | 21 dicembre 2020 |                  |
|                     | Yuriy Vitrenko                  | Ministro dell'energia                                                        | 21 dicembre 2020 | 29 aprile 2021   |                  |
|                     | Herman Halushchenko             | Ministro dell'energia                                                        | 29 aprile 2021   | 17 luglio 2025   |                  |
|                     | Ol'ha Buslavec'                 | Ministro della protezione ambientale e delle risorse naturali                |                  | 16 aprile 2020   | 19 giugno 2020   |
|                     | Roman Abramovs'kij              | Ministro della protezione ambientale e delle risorse naturali                | 19 giugno 2020   | 3 novembre 2021  |                  |
|                     | Ruslan Strilec'                 | Ministro della protezione ambientale e delle risorse naturali                | 4 novembre 2021  | 5 settembre 2024 |                  |
|                     | Svitlana Hrynchuk               | Ministro della protezione ambientale e delle risorse naturali                | 5 settembre 2024 | 17 luglio 2025   |                  |
|                     | Vladyslav Kryklij               | Ministro delle comunità, dei territori e delle infrastrutture                |                  | 4 marzo 2020     | 18 maggio 2021   |
|                     | Oleksandr Kubrakov              | Ministro delle comunità, dei territori e delle infrastrutture                | 20 maggio 2021   | 9 maggio 2024    |                  |
|                     | Vasyl Lozynskyi                 | Ministro delle comunità, dei territori e delle infrastrutture                | 9 maggio 2024    | 4 settembre 2024 |                  |
|                     | Oleksiy Kuleba                  | Ministro delle comunità, dei territori e delle infrastrutture                | 4 settembre 2024 | 17 luglio 2025   |                  |
|                     | Oleksij Černyšov                | Ministro dello sviluppo delle comunità e dei territori (soppresso)           |                  | 4 marzo 2020     | 3 novembre 2022  |
|                     | Pavlo Kuchta                    | Ministro dell'economia                                                       |                  | 4 marzo 2020     | 17 marzo 2020    |
|                     | Ihor Petraško                   | Ministro dell'economia                                                       | 17 marzo 2020    | 18 maggio 2021   |                  |
|                     | Iryna Novikova (ad interim)     | Ministro dell'economia                                                       | 18 maggio 2021   | 20 maggio 2021   |                  |
|                     | Oleksij Ljubčenko               | Ministro dell'economia                                                       | 20 maggio 2021   | 3 novembre 2021  |                  |
|                     | Julija Svyrydenko               | Ministro dell'economia                                                       | 4 novembre 2021  | 17 luglio 2025   |                  |
|                     | Oleksij Reznikov                | Ministero per l’Unità nazionale dell’Ucraina                                 |                  | 4 marzo 2020     | 3 novembre 2021  |
|                     | Iryna Vereščuk                  | Ministero per l’Unità nazionale dell’Ucraina                                 | 4 novembre 2021  | 5 settembre 2024 |                  |
|                     | Taras Vysotskyi                 | Ministero per l’Unità nazionale dell’Ucraina                                 | 5 settembre 2024 | 3 dicembre 2024  |                  |
|                     | Oleksiy Chernyshov              | Ministero per l’Unità nazionale dell’Ucraina                                 | 3 dicembre 2024  | 17 luglio 2025   |                  |
|                     | Oleh Urus'kyj                   | Ministro delle industrie strategiche                                         |                  | 16 luglio 2020   | 3 novembre 2021  |
|                     | Pavlo Rjabikin                  | Ministro delle industrie strategiche                                         | 4 novembre 2021  | 20 marzo 2023    |                  |
|                     | Oleksandr Kamyšin               | Ministro delle industrie strategiche                                         | 21 marzo 2023    | 4 settembre 2024 |                  |
|                     | Herman Smetanin                 | Ministro delle industrie strategiche                                         | 4 settembre 2024 | 17 luglio 2025   |                  |
|                     | Vadym Hutcajt                   | Ministro della gioventù e dello sport                                        |                  | 4 marzo 2020     | 9 novembre 2023  |
|                     | Matvii Bidnyi                   | Ministro della gioventù e dello sport                                        | 9 novembre 2023  | 17 luglio 2025   |                  |
|                     | Mychajlo Fedorov                | Ministro della trasformazione digitale                                       |                  | 4 marzo 2020     | 17 luglio 2025   |
|                     | Anatolij Maksymčuk (ad interim) | Ministro della cultura e della politica dell'informazione                    |                  | 4 marzo 2020     | 10 marzo 2020    |
|                     | Svitlana Fomenko                | Ministro della cultura e della politica dell'informazione                    | 10 marzo 2020    | 4 giugno 2020    |                  |
|                     | Oleksandr Tkačenko              | Ministro della cultura e della politica dell'informazione                    | 4 giugno 2020    | 27 luglio 2023   |                  |
|                     | Rostyslav Karandieiev           | Ministro della cultura e della politica dell'informazione                    | 27 luglio 2023   | 5 settembre 2024 |                  |
|                     | Mykola Tochytskyi               | Ministro della cultura e della politica dell'informazione                    | 5 settembre 2024 | 17 luglio 2025   |                  |
|                     | Oleh Nemčinov                   | Ministro del gabinetto dei ministri                                          |                  | 4 marzo 2020     | 17 luglio 2025   |